# Konca
Konca (egyes forrásokban Szászszékes, románul Cunța, németül Zeckesdorf, erdélyi szász nyelven Zäckeschdorf) település Romániában, Fehér megyében.

## Fekvése
Gyulafehérvártól 30 km-re délkeletre, Szerdahelytől 9 km-re északnyugatra, Drassó és Kútfalva közt fekvő település.

## Története
1291-ben villa Zekes néven említik először, jelenlegi magyar neve csak 1525-ben jelenik meg először a forrásokban.
Valószínű, hogy a település már az erdélyi szászok betelepülése előtt létezett, a magyar lakosságot pedig a 12. század közepén váltották fel a németek. Egy 1322-ből származó, Salgó vár tartozékait felsoroló okirat is szász lakosságú faluként említi, valamint szintén az egykori szász lakókra utal, hogy 1330-ban a település plébánosának neve Henchmann volt. A 15. századra azonban a szász lakosság eltűnt, így helyükre román jobbágyokat telepítettek.
A trianoni békeszerződésig Alsó-Fehér vármegye Kisenyedi járásához tartozott.

## Lakosság
1910-ben 511 lakosa volt, ebből 453 román, 30 magyar, 26 cigány és 2 szlovák nemzetiségűnek vallotta magát.
2002-ben 609 lakosából 602 román, 7 cigány volt.